# El Hamma (Khenchela)
El Hamma (în arabă الحامة) este o comună din provincia Khenchela, Algeria.
Populația comunei este de 12.051 de locuitori (2008).